# کارلو کامپانینی
کارلو کامپانینی (ایتالیایی: Carlo Campanini؛ ‏ ۵ اکتبر ۱۹۰۶ – ۲۰ نوامبر ۱۹۸۴) بازیگر اهل ایتالیا بود.
از فیلم‌ها یا برنامه‌های تلویزیونی که وی در آن نقش داشته است، می‌توان به زیباترین روزها، خاطرات دخترمدرسه‌ای، راهزنی، نامزد شده، هتل لونا، اتاق ۳۴، دورا نلسون، زنجیرهای ناپیدا، داستان عشق، خداحافظ جوانی و یک توپ و یازده مرد اشاره کرد.